# Mariestad–Moholms Järnväg
Mariestad-Moholms Järnväg (MMJ) var en smalspårig järnväg i Skaraborgs län mellan Moholm vid Västra stambanan och Mariestad vid Vänern. 

## Historia
När Västra stambanans dragning var klar försökte Maristad stad och andra intressenter att få en normalspårig bibana. Mariestad-Moholms Järnvägsaktiebolag bildas 1865 och verkade under flera år för statsstöd till en normalspårig bana men fick avslag. En undersökning för en 891 mm smalspårig bana påbörjades 1871 och koncession erhölls 1872. Bygget finansierades med aktieteckning 221 000 kronor, statslån 20 000 kronor och ytterligare ett lån. Byggkostnaden var 415 000 kronor och banan öppnades för trafik den 1 mars 1874. Rälsvikten var bara 11,4 kg/m. Med början 1883 byttes rälsen först till 14,3 kg/m och sedan till 17,5 kg/m.
Banan utgick ifrån Moholms station på Västra stambanan och gick till Maristads centrum och vidare till hamnen. Mariestad-Kinnekulle Järnväg (MKJ) anslöt till stationen i Mariestad 1889. MMJ och MKJ samarbetade med vagnar och lok. I samband med att Västergötland-Göteborgs Järnvägar (VGJ), som hade köpt MKJ, byggde banan Mariestad-Gårdsjö uppfördes ett nytt stationshus i Mariestad 1909.
VGJ hade aktiemajoritet i MMJ från 1925 men även om driften var samordnad fortsatte MMJ att vara ett eget bolag. Svenska staten köpte MMJ 1948 i samband med köp av VGJ och andra smalspåriga järnvägar i Skaraborgs län. Bolagen gick in i Statens Järnvägars (SJ).  Godstrafiken upphörde 1949 förutom enstaka tåg och persontrafiken 1961. Banan revs 1967.
Delar av banvallen finns kvar medan andra delar är åker.